# بال‌نواری قهوه‌ای
بال‌نواری قهوه‌ای (نام علمی: Actinodura waldeni) نام یک گونه از سرده بال‌نواری است. این گونه در یون‌نان، جنوب تبت، شمال شرقی هند و میانمار زندگی می‌کند. زیستگاهش جنگل‌های کوهستانی است.